# Shenzhen Peng City Football Club
Actualités
Le Shenzhen Peng City Football Club, anciennement Sichuan Jiuniu Football Club est un club de football chinois qui évolue en China Super League. Le club est basé à Shenzhen, dans la province du Guangdong, en Chine. L'équipe évolue à domicile au Shenzhen Stadium qui compte 45 000 places.

## Histoire
Le club est fondé le 5 janvier 2017 à Chengdu sous le nom Sichuan Jiuniu. Il a participé à la Ligue de football amateur de Chine la même année et a réussi à se qualifier pour les barrages nationaux, mais a été éliminé par Zhaoqing Hengtai dès le premier tour. Il se classe à la 10e place, puis il est admis en China League Two (en) en raison du retrait de plusieurs autres équipes.
En février 2019, le City Football Group s'est porté acquéreur du club,.
Le 23 mai 2020, la fédération de Chine de football annonce que onze clubs professionnels des trois premières divisions chinoises verraient leur inscription annulée pour non-paiement des salaires des joueurs.  
En conséquence, la fédération de Chine de football annonce un reclassement des équipes qui contesteraient leurs divisions professionnelles. Selon ce reclassement, Sichuan Jiuniu est promu en China League One pour la saison 2020 qui avait déjà été retardée en raison de la pandémie de COVID-19.
En 2023, Sichuan Jiuniu est promu la première fois de son histoire en China Super League en terminant champion de deuxième division.
En 2024, le club est relocalisé à Shenzhen et renommé Shenzhen Peng City FC, il abandonne ses couleurs d'origine, le jaune et le rouge, pour le bleu ciel.

Ancien logo du Sichuan Jiuniu de 2017 à 2023

## Stades
Pendant sa période Sichuan Jiuniu le club utilise plusieurs stades, en 2024 après sa relocalisation à Shenzhen il utilise le Bao'an Stadium (en) pendant la rénovation de l'ancien stade du Shenzhen FC dissous la même année. En 2025, il intègre le Shenzhen Stadium dont la capacité a été portée de 32 500 à 45 000 places.